# ジュニオール・フェルナンデス (野球)
ジュニオール・ファビオ・フェルナンデス（Junior Fabio Fernández,  1997年3月2日 - ）は、ドミニカ共和国サントドミンゴ出身のプロ野球選手（投手）。右投右打。

## 経歴

### カージナルス時代
2014年7月にセントルイス・カージナルスと契約してプロ入り。契約後、傘下のルーキー級ドミニカン・サマーリーグ・カージナルスでプロデビュー。7試合（先発6試合）に登板して0勝5敗、防御率5.79、13奪三振を記録した。
2015年はルーキー級ガルフ・コーストリーグ・カージナルスとA+級パームビーチ・カージナルスでプレーし、2球団合計で13試合（先発10試合）に登板して3勝2敗、防御率3.59、63奪三振を記録した。
2016年はA級ピオリア・チーフスとA+級パームビーチでプレーし、2球団合計で27試合（先発20試合）に登板して8勝7敗、防御率4.06、88奪三振を記録した。
2017年はA+級パームビーチでプレーし、16試合に先発登板して5勝3敗、防御率3.69、58奪三振を記録した。
2018年はAA級スプリングフィールド・カージナルスでプレーし、2球団合計で24試合に登板して1勝0敗3セーブ、防御率3.52、24奪三振を記録した。
2019年、マイナーではA+級パームビーチ、AA級スプリングフィールド、AAA級メンフィス・レッドバーズでプレーした。8月6日にメジャー契約を結んでアクティブ・ロースター入りし、11日のピッツバーグ・パイレーツ戦でメジャーデビュー。この年メジャーでは13試合に登板して0勝1敗、防御率5.40、16奪三振を記録した。
2022年9月5日にDFAになった。

### カージナルス退団後
2022年9月7日にウェイバー公示を経てピッツバーグ・パイレーツに移籍した。11月15日にDFAとなり、18日にウェイバーを経てニューヨーク・ヤンキースに移籍したが、12月21日にDFAとなった。
2023年1月5日にウェイバーを経てトロント・ブルージェイズに移籍するも、1月10日にDFAとなった。その後、招待選手を経てAAA級バッファロー・バイソンズに配属された。8月22日にリリースされた後はワシントン・ナショナルズとマイナー契約を結び、AAA級ロチェスター・レッドウイングスに配属された。この年はメジャーでのプレーはなかったが、AAA級2球団合計で51試合に登板し、3勝4敗2セーブ4ホールド、防御率5.22という成績を残した。オフの11月6日にFAとなった。その後はドミニカのウィンターリーグであるLIDOMのアギラス・シバエーニャスでプレーした。

### ロッテ時代
2023年12月9日、千葉ロッテマリーンズと契約したことが発表された。
2024年は開幕からイースタン・リーグで2試合に登板し、防御率0.00の成績を残していたが、右鎖骨遠位端融解症との診断を受けたことから、5月10日に東京都内の病院で右肩鎖関節のクリーニング手術を受けた。その後は公式戦の登板が無いまま、7月24日にはジェームス・ダイクストラとともにウェイバー公示の手続きがとられたことが発表された。獲得を希望する球団は無く、7月31日付けで自由契約選手として公示された。
ドミニカのウィンターリーグでは昨年に引き続きアギラス・シバエーニャスでプレーし、12月21日にカンザスシティ・ロイヤルズがマイナー契約を結んだことを発表した。

## 選手としての特徴
身長190cmの長身右腕で、最高球速は163km/h。持ち味である重くて動くシンカーに自信を持っており、ほかにはスライダー、チェンジアップ、カーブといった球種も持っている。

## 詳細情報

### 年度別投手成績
| 年 度    | 球 団    | 登 板 | 先 発 | 完 投 | 完 封 | 無 四 球 | 勝 利 | 敗 戦 | セ 丨 ブ | ホ 丨 ル ド | 勝 率 | 打 者 | 投 球 回 | 被 安 打 | 被 本 塁 打 | 与 四 球 | 敬 遠 | 与 死 球 | 奪 三 振 | 暴 投 | ボ 丨 ク | 失 点 | 自 責 点 | 防 御 率 | W H I P |
| -------- | -------- | ----- | ----- | ----- | ----- | -------- | ----- | ----- | -------- | ----------- | ----- | ----- | -------- | -------- | ----------- | -------- | ----- | -------- | -------- | ----- | -------- | ----- | -------- | -------- | ------- |
| 2019     | STL      | 13    | 0     | 0     | 0     | 0        | 0     | 1     | 0        | 0           | .000  | 54    | 11.2     | 9        | 2           | 6        | 0     | 4        | 16       | 2     | 0        | 7     | 7        | 5.40     | 1.29    |
| 2020     | STL      | 3     | 0     | 0     | 0     | 0        | 0     | 0     | 0        | 0           | ----  | 16    | 3.0      | 6        | 1           | 2        | 0     | 0        | 2        | 0     | 0        | 6     | 6        | 18.00    | 2.67    |
| 2021     | STL      | 18    | 0     | 0     | 0     | 0        | 1     | 0     | 0        | 0           | 1.000 | 97    | 20.2     | 25       | 2           | 15       | 1     | 0        | 15       | 1     | 1        | 13    | 13       | 5.66     | 1.94    |
| 2022     | STL      | 13    | 0     | 0     | 0     | 0        | 0     | 0     | 0        | 3           | ----  | 70    | 15.1     | 17       | 3           | 8        | 0     | 1        | 12       | 1     | 0        | 6     | 5        | 2.93     | 1.63    |
| 2022     | PIT      | 3     | 0     | 0     | 0     | 0        | 0     | 0     | 0        | 0           | ----  | 14    | 3.1      | 1        | 0           | 4        | 0     | 0        | 2        | 1     | 0        | 0     | 0        | 0.00     | 1.50    |
| '22計    | PIT      | 16    | 0     | 0     | 0     | 0        | 0     | 0     | 0        | 3           | ----  | 84    | 18.2     | 18       | 3           | 12       | 0     | 1        | 14       | 2     | 0        | 6     | 5        | 2.41     | 1.61    |
| MLB：4年 | MLB：4年 | 50    | 0     | 0     | 0     | 0        | 1     | 1     | 0        | 3           | .500  | 251   | 54.0     | 58       | 8           | 35       | 1     | 5        | 47       | 5     | 1        | 32    | 31       | 5.17     | 1.72    |

- 2023年度シーズン終了時

### 年度別守備成績
| 年 度 | 球 団 | 投手（P） | 投手（P） | 投手（P） | 投手（P） | 投手（P） | 投手（P） |
| 年 度 | 球 団 | 試 合     | 刺 殺     | 補 殺     | 失 策     | 併 殺     | 守 備 率  |
| ----- | ----- | --------- | --------- | --------- | --------- | --------- | --------- |
| 2019  | STL   | 13        | 0         | 0         | 1         | 0         | .000      |
| 2020  | STL   | 3         | 0         | 1         | 0         | 0         | 1.000     |
| 2021  | STL   | 18        | 0         | 2         | 0         | 0         | 1.000     |
| 2022  | STL   | 13        | 0         | 1         | 0         | 0         | 1.000     |
| 2022  | PIT   | 3         | 0         | 0         | 0         | 0         | ----      |
| '22計 | PIT   | 16        | 0         | 1         | 0         | 0         | 1.000     |
| MLB   | MLB   | 50        | 0         | 4         | 1         | 0         | .800      |

- 2023年度シーズン終了時

### 背番号
- 44（2019年 - 2022年）
- 64（2024年 - 同年7月31日）